# Josef Aichinger

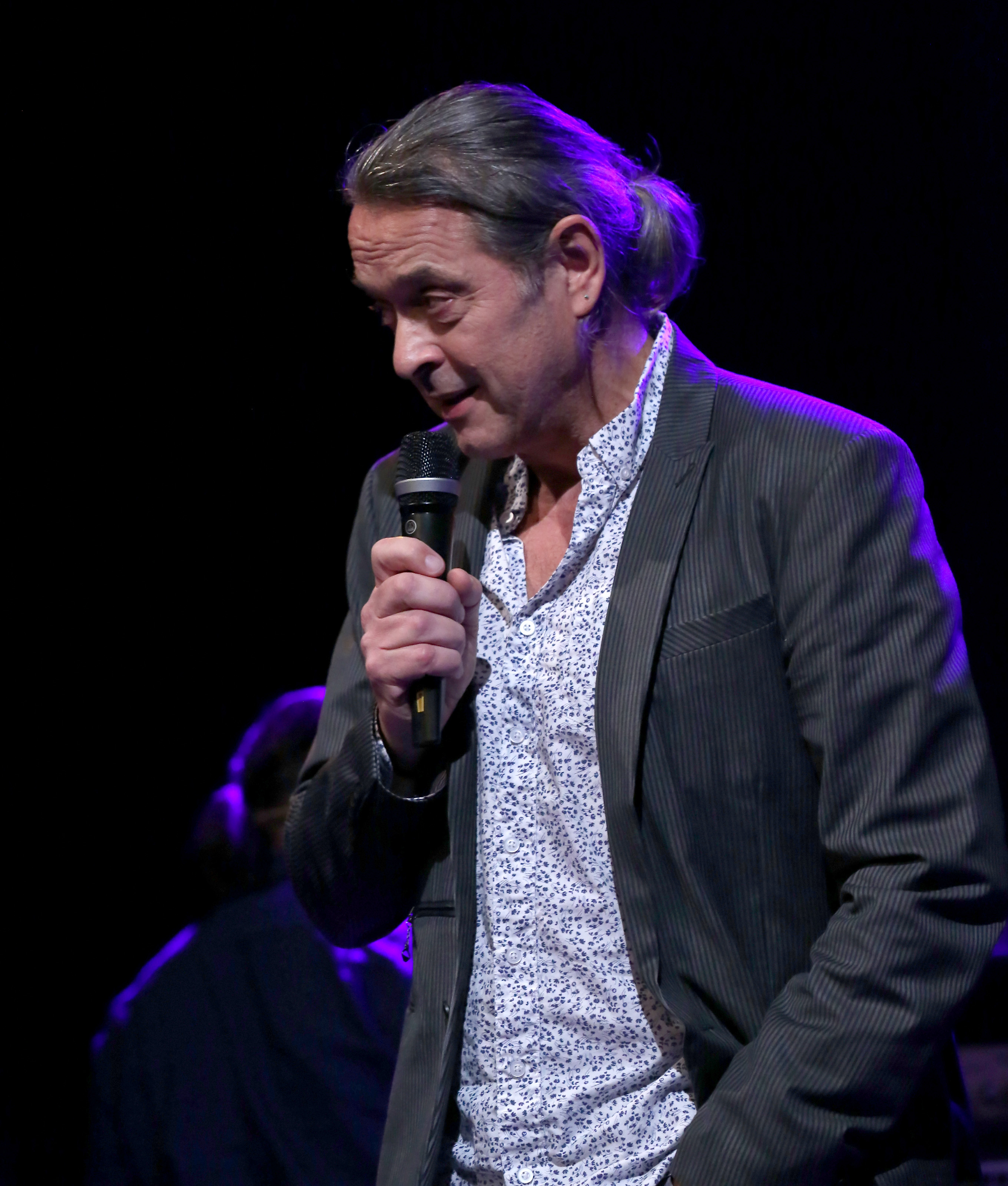
Jo Aichinger (2014) bei der Verleihung der Austrian World Music Awards

Josef „Jo“ Aichinger (* 1955 in Bad Aussee; † 18. Juli 2021) war ein österreichischer Intendant und Begründer der Musikfestivals Glatt & Verkehrt, imago dei und des Klangraums Krems.

## Leben
Aichinger kam 1955 in Bad Aussee zur Welt und wuchs in Fels am Wagram auf. Der ausgebildete Techniker sammelte in den 1980er Jahren als Mitbegründer der Kunstwerkstatt Tulln oder des Jazzklubs Thürnthal in Niederösterreich erste Erfahrungen in der Kuratierung von Musikveranstaltungen. Nach einer Ausbildung im Kulturmanagement an der Universität Linz wurde er technischer Leiter der Kunsthalle Krems. 1992 wurde er von Wolfgang Denk, dem damaligen Leiter der Kunsthalle, beauftragt, eine Konzertschiene in der Minoritenkirche (Stein an der Donau) zu kuratieren. 1995 organisierte Aichinger im Rahmen der 1000-Jahr-Feier der Stadt Krems ein Akkordeonfestival, welches als Vorläufer des 1997 ins Leben gerufenen Musikfestivals Glatt & Verkehrt gilt. 1999 begründete er das Osterfestival imago dei. 2017 legte er die Leitung der Musikfestival zurück, Albert Hosp wurde Nachfolger von Aichinger als Leiter von Glatt & Verkehrt. Auch war Aichinger bis zu seiner Pensionierung 2020 Kurator und Leiter der Klangkunstschiene Klangraum Krems in der Steiner Minoritenkirche.
Jo Aichinger war verheiratet und Vater zweier Kinder; er verstarb im Juli 2021 mit 66 Jahren nach langer schwerer Krankheit.

## Auszeichnungen
- 2014 Austrian World Music Awards – Ehrenpreis der Jury[2]
- 2017 Kulturpreis des Landes Niederösterreich – Würdigungspreis in der Sparte Musik[2]
- 2017 Österreichischer Kunstpreis für Musik[2]
- 2020 Ehrennadel in Gold mit Lorbeerkranz der Stadt Krems[3]